# Pocałunek życia
Pocałunek życia – brytyjsko-francuski dramat z 2003 roku.

## Obsada
- Ingeborga Dapkūnaitė – Helen
- Peter Mullan – John
- David Warner – Tata
- Millie Findlay – Kate
- James E. Martin – Telly
- Ivan Bijuk – Stary człowiek
- Sonnell Dadral – Rajiv
- Natalie Dew – Nicky
- Gemma Jones – Sonia
- Elizabeth Powell – Mała Kate

## Fabuła
Helen mieszka w Londynie z ojcem i dziećmi. Jej mąż John pracuje w organizacji pomocy humanitarnej w jednym z krajów byłej Jugosławii. Od kilku miesięcy nie ma go w domu, Helen zaczyna się niepokoić. Pewnego dnia odwożąc dzieci do szkoły, Helen ginie w wypadku samochodowym. Od tej chwili jest uwięziona między życiem a śmiercią.

## Nagrody i nominacje
Nagroda BAFTA 2003
- Nagroda im. Carla Foremana dla najlepszego brytyjskiego reżysera, scenarzysty lub producenta za debiutancki film – Emily Young